# The Principal (película)
The Principal (El rector en España o El director: Uno contra todos en Latinoamérica) es una película de acción estadounidense de Christopher Cain de 1987, en la que los protagonistas son James Belushi y Louis Gossett Jr..

## Argumento
Rick Latimer es un profesor de instituto. Su mujer le ha abandonado y tiene problemas con el alcohol. Finalmente él destruye en un acto de rabia el coche de un conocido de su exmujer con un palo de béisbol, por lo que es castigado trasladándole para ello a Brandei High, un colegio conflictivo lleno de violencia, delincuentes y de drogas, adonde chicos delincuentes expulsados de otras escuelas también son trasladados y en la que incluso los profesores son atemorizados por esos delincuentes. Allí debe ocupar el puesto de rector y ya en el primer día tiene que ver con sus propios ojos la gravedad de la situación en el lugar. 
Sin embargo, Latimer no se deja amedrentar y, viendo el instituto como lo único que tiene en ese momento, él decide acabar con todo ello y convertirlo otra vez en un instituto de enseñanza, tal como lo fue muchos años antes. Para ello cuenta con la ayuda de Jake Phillips, el jefe de los guardias de seguridad de la escuela y exalumno del lugar, cuando las cosas todavía estaban bien, y unos pocos alumnos ansiosos de estudiar que quieren que la violencia que les afecta acabe. Su principal enemigo es Victor Duncan, un traficante de drogas, además de ser el jefe de la banda más poderosa del lugar y como tal el jefe no oficial del sitio. 
Cuando empieza a tener los primeros éxitos como acabar con la venta de drogas y el poner a los escolares otra vez en sus clases durante la enseñanza, el enfrentamiento entre ellos se vuelve inevitable. Finalmente Duncan agrede de forma muy grave a un alumno suyo en un intento de amedrentarlo, por lo que Latimer lo humilla y desafía públicamente en la escuela por los crímenes que está haciendo. El acontecimiento lleva a un enfrentamiento a muerte entre ambos después del colegio al siguiente día, en la que no podrá contar con la ayuda de la policía, porque Victor se encarga de que antes sea cortado el cable del teléfono. 
Con la ayuda de Philips y de otro alumno suyo, él se enfrenta a la banda de Duncan, que está armada y que quiere matarlo y, a pesar de la mortal situación, Latimer consigue salvar su vida y vencer a la banda de Duncan. Sólo Duncan sobrevive malherido. Posteriormente Duncan es arrestado por la policía por su crimen y por haber asesinado a uno de sus hombres, que, en el enfrentamiento, al final, no quería matar a Latimer por temor a ir a la cárcel por ello. Posteriormente Latimer es confirmado inoficialmente como rector consiguiendo así un mínimo de orden en la escuela y jura continuar mantiéndolo allí, al igual que Philips.

## Reparto
| Actor             | Personaje     |
| ----------------- | ------------- |
| James Belushi     | Rick Latimer  |
| Louis Gossett Jr. | Jake Phillips |
| Rae Dawn Chong    | Hilary Orozco |
| Michael Wright    | Victor Duncan |
| J. J. Cohen       | Blanco Zac    |
| Kelly Jo Minter   | Treena Lester |
| Esai Morales      | Raymi Rojas   |

## Producción
La banda sonora instrumental fue compuesta por Jay Gruska.

## Recepción
La producción cinematográfica fue una de las películas de más éxito de James Belushi en el mundo del cine.